# Лавров, Артём Александрович
Артём Александрович Лавров (15 февраля 1933, Краснодар, РСФСР — 25 июля 2011, Краснодар) — советский и российский тренер по боксу, заслуженный тренер СССР и России.

## Биография
Как спортсмен выступал за спортивное общество «Труд», став тренером, был одним из организаторов бокса на Кубани.
В 1980—1988 годах — главный тренер Госкомспорта СССР. Под его руководством сборная СССР на чемпионатах Европы 1981, 1983, 1985, 1987 — занимала первые места. На чемпионате мира 1982 — 3-е место, на чемпионате мира 1986 — 4-е место. Руководил сборной командой СССР на летних Играх в Сеуле (1988). Однако, там сборная с учётом бойкота соревнований со стороны спортсменов Кубы выступила неудачно, и он был отправлен в отставку.
С 1990 года работал по контракту в Турции. Во многом благодаря его работе в 1999 году появился первый турецкий чемпион мира Синан Самил Сам, а на Олимпийских играх 1996 г. Малик Бейлероглу стал серебряным призёром.
В 1997 г. вернулся на тренерскую работу в Краснодар.
Многие его ученики успешно выступали на крупнейших международных соревнованиях. Среди них: чемпион Европы, пятикратный чемпион СССР Александр Изосимов, чемпион Олимпийских игр в Москве (1980) Шамиль Сабиров. Сыграл большую роль в становлении боксёров Дениса Лебедева и Дмитрия Пирога.

## Награды и звания
Награждён орденом Дружбы народов.
Заслуженный тренер СССР (1965).